# Тетовирана ружа (филм из 1955)
Тетовирана ружа је америчка филмска адаптација истоименог комада Тенесија Вилијамса из 1955. године. Адаптирали су га Вилијамс и Хал Кантер, а режирао Данијел Ман, са звездама Аном Мањани, Бертом Ланкастером, Марисом Паван и Џоом Ван Флит . Вилијамс је првобитно написао комад за Италијанку Ану Мањани да игра на Бродвеју 1951. године, али је одбила понуду због потешкоћа са енглеским језиком у то време. У време ове филмске адаптације била је спремна. 
Ана Мањани је освојила Оскара за најбољу глумицу за своју улогу, а филм је освојио најбољу уметничку режију и најбољу камеру, а добио је још пет номинација, укључујући најбољи филм и најбољу споредну глумицу за Паван.

## Радња
Серафина Дел Роуз (Ана Мањани), сицилијанска кројачица, која живи у заједници у близини Мексичког залива,  жестоко поносна и одана свом супругу Розарију, возачу камиона, трудна је са својим другим дететом. Док он спава, Естел (Вирџинија Греј) тражи од Серафине да направи кошуљу за њеног љубавника од скупог свиленог материјала; Серафина не зна да је љубавник Розарио, и да је раније тог поподнева Естел истетовирала ружу на грудима која одговара Розариовој.
Те ноћи, Розарио је убијен у несрећи док је покушавао да избегне полицију током кријумчарења. Када Серафина открије смрт свог вољеног мужа, она пада, а касније локални лекар обавештава њену ћерку Розу (Мариса Паван) и жене из комшилука да је Серафина побацила.
Три године касније, Серафина је постала усамљеница, дозвољавајући да јој се изглед и репутација покваре, на Розину срамоту. Серафина одлучује да присуствује ћеркиној матури, али стижу две жене захтевајући од Серафине да брзо поправи њихове бандане-мараме за фестивал. Серафина то невољно чини, али је згрожена њиховим причама о мушкарцима и прекори их. Једна од жена, Беси (Џо Ван Флит), се увреди и исмеје Серафину Розаријевим неверством. Серафина седи сама у мраку док се Роза не врати кући, и бесна је када је Роза упозна са својим новим дечком морнаром Џеком Хантером (Бен Купер). После њеног испитивања, он јој се поверава да је невин. Она га приморава да се заветује пред статуом Девице Марије да ће поштовати Розину невиност.
Одлучна да сазна истину о свом мужу, Серафина одлази у цркву (где се одржава базар) да пита свештеника да ли је њен муж признао аферу са другом женом. Када он одбије да одговори, она га напада, а возач камиона по имену Алваро (Барт Ланкастер) је извуче из сукоба. Алваро вози омамљену Серафину кући у свом камиону с бананама, где му она нуди да му поправи поцепану кошуљу. Серафина позајмљује Алвару кошуљу од ружичасте свиле коју је сашила у ноћи када је њен муж умро док не буде у стању поправи његову, и они се слажу да се сретну касније те ноћи.
Алваро се враћа, импулсивно је истетовирао ружу на грудима. Серафина је згрожена и покушава да га избаци, а затим захтева да је Алваро одвезе у клуб који је посећивао њен муж. Тамо упознаје Естел, која признаје и показује Серафину тетовирану ружу на њеним грудима као симбол њене љубави према Розарију. Враћајући се кући, Серафина разбија урну у којој се налази Розариов пепео и позива Алвара да се врати.
Алваро се појављује неколико сати касније јако опијен и, ужаснута његовим поступцима, Серафина га оставља у пијаном сну и повлачи се у кревет. Те ноћи се Роза враћа кући и заспи на дивану; Алваро се буди и, још увек пијан, замењује Розу са Серафином и покушава да је пољуби; Роза се буди и вришти, а Серафина га се отараси.
Следећег јутра Серафина га затиче на јарболу чамца испред своје куће како моли за њен опроштај. Серафина и Роза су веома посрамљене и Серафина одбија да напусти кућу како би га натерала да сиђе, на Розину фрустрацију. У том тренутку долази Џек и пита Серафину да ли може да се ожени Розом. Серафина је запањена, али видевши да то жели Роза, даје им сагласност и они одлазе да се венчају. Серафина затим позива Алвара да сиђе са јарбола чамца пре него што је изјавила пред својим комшијама да морају да наставе одакле су стали претходне ноћи. Улазе у њену кућу и затварају врата. Живахна мелодија се чује на Серафинином механичком клавиру, уз звуке њихове забаве и смеха.

## Улоге
- Ана Мањани као Серафина
- Берт Ланкастер као Алваро
- Мариса Паван као Роза
- Бен Купер као Џек Хантер
- Вирџинија Греј као Естела

## Производња и приказивање
Већи део филма је снимљен на локацији у Ки Весту на Флориди, иако се окружење не помиње посебно у филму. Кућа приказана у филму стоји и данас и позната је као "Кућа тетоваже руже".
Премијера филма одржана је у Њујорку у хотелу Астор 12. децембра 1955. са Артуром Милером, Марлоном Брандом, Мерилин Монро и Џејн Менсфилд међу познатим личностима.